# Volkssport

Emblema de Volkssport, inspirado en las Sturmabteilung alemanas.

El Volkssport (en alemán: Verband Volkssport, Nazionalsozialistischer Verband für Wandern, Radfahren, Spiel und Sport aller Art) fue la milicia perteneciente al Partido Nacionalsocialista Obrero Alemán (DNSAP) en Checoslovaquia entre 1929 y 1932, y que más tarde operaría de manera ilegal.
Fue fundada el 15 de mayo de 1929 sobre el ejemplo de las Sturmabteilung por Hans Krebs y Paul Illing bajo la apariencia de una organización deportiva.
Fue prohibido el 22 de febrero de 1932 por las autoridades checoslovacas.

## Galería

Paul Illing, oficial y subdirector del Volkssport.